# Грузинсько-абхазький конфлікт
Грузинсько-абхазький конфлікт — етнополітичний конфлікт між грузинами та абхазами в Абхазії, де-факто незалежної, частково визнаної Республіка Абхазія. У ширшому сенсі грузинсько-абхазький конфлікт можна розглядати як частину геополітичного конфлікту в Кавказькому регіоні, який посилився наприкінці XX століття з розпадом Радянського Союзу в 1991 році.
Конфлікт, один із найкровопролитніших у пострадянський час, залишається неврегульованим. Уряд Грузії кілька разів пропонував Абхазії значну автономію. Однак і абхазький уряд, і опозиція в Абхазії відмовляються від будь-яких форм спілки з Грузією. Абхази вважають свою незалежність результатом визвольної війни від Грузії, а грузини вважають, що історично Абхазія завжди входила до складу Грузії. Грузини становили найбільшу етнічну групу в довоєнній Абхазії: станом на 1989 рік їхня чисельність становила 45,7 %, але в 2014 році більшість грузинів, що залишилися в Абхазії, хочуть залишитися незалежними від Грузії. Під час війни абхазька сепаратистська сторона провела кампанію етнічних чисток, унаслідок якої було вигнано до 250 000 осіб і вбито понад 5 000 етнічних грузинів. Лісабонська, Будапештська конвенції Організації з безпеки та співробітництва в Європі (ОБСЄ) та Стамбул офіційно визнали, що також згадується у резолюції GA/10708 Генеральної Асамблеї ООН. Рада Безпеки ООН ухвалила низку резолюцій, у яких закликає до припинення вогню.

## Розгортання конфлікту
Напруженість у відносинах між грузинським урядом і абхазькою автономією виявлялася періодично ще в радянський період. Міграційна політика, що проводилася ще при Лаврентії Берії, призвела до того, що абхази стали складати меншість від чисельності населення регіону (до початку 1990-х років їх було не більше 17 % від всього населення Абхазії). Заселення грузинів на територію Абхазії (1937—1954 роки) відбувалося шляхом підселення в абхазькі села, а також заселення грузинами грецьких сіл, що звільнилися після депортації греків з Абхазії в 1949 році. Абхазька мова (аж до 1950 року) була виключена з програми середньої школи й замінена обов'язковим вивченням грузинської мови.
Масові виступи і збурення серед абхазького населення з вимогою виведення Абхазії зі складу Грузинської РСР спалахували у квітні 1957 року, у квітні 1967 року і найбільші — у травні й вересні 1978 року.
Загострення відносин між Грузією та Абхазією почалося 18 березня 1989 року. Цього дня в селі Лихни (стародавній столиці абхазьких князів) відбулися 30-тисячні збори абхазького народу, на яких була висунута пропозиція про вихід Абхазії зі складу Грузії і відновлення її в статусі союзної республіки.
15-16 липня 1989 року в Сухумі відбулися зіткнення між грузинами й абхазами. У ході заворушень, за наявними повідомленнями, загинуло 16 осіб і близько 140 було поранено. Для припинення безладів були застосовані війська. Керівництво республіки тоді зуміло врегулювати конфлікт і події залишилися без серйозних наслідків. Пізніше стабілізували ситуацію і значні поступки вимогам абхазького керівництва, зроблені в період перебування при владі в Тбілісі Звіада Гамсахурдія.
21 лютого 1992 року правляча Військова рада Грузії оголосила про скасування Конституції Грузинської РСР 1978 року і відновлення конституції Грузинської демократичної республіки 1921 року. Абхазьке керівництво сприйняло скасування радянської конституції Грузії як фактичну відміну автономного статусу Абхазії, і 23 липня 1992 року Верховна Рада республіки (при бойкоті сесії з боку депутатів‑грузинів) відновила дію Конституції Абхазької Радянської республіки 1925 року, згідно з якою Абхазія є суверенною державою (це рішення Верховної Ради Абхазії не було визнане на міжнародному рівні). Верховна Рада Абхазії розділилася на дві частини — абхазьку та грузинську.
Почалися масові звільнення грузинів із силових структур автономії, а також створення «абхазької гвардії». Як заходи у відповідь у Тбілісі було ухвалено рішення про введення військ в автономію. Офіційною причиною була названа необхідність охорони залізниці, що використовувалася як єдиний маршрут транспортування вантажів з Росії до Вірменії, що вже перебувала у стані війни з Азербайджаном.

## Війна 1992—1993 років
14 серпня 1992 року між Грузією і Абхазією почалися військові дії, які переросли в справжню війну із застосуванням авіації, артилерії та інших видів зброї. Початок військової фази грузино-абхазького конфлікту поклало введення до Абхазії грузинських військ під приводом звільнення захопленого звіадистами віцепрем'єра Грузії Александра Кавсадзе, що утримувався на території Абхазії, охорони комунікацій, зокрема  залізниці, інших важливих об'єктів. Основна частина грузинських військ увійшла до Абхазії з півдня, на півночі (на кордоні РФ) був висаджений десант з моря. Цей крок викликав запеклий опір абхазів, а також інших етнічних громад Абхазії.
Метою грузинського уряду було встановлення контролю над частиною своєї території і збереження її цілісності. Метою абхазької влади — розширення прав автономії і, зрештою, отримання незалежності. Політичну й матеріальну підтримку абхазькій стороні надавала Росія.
З боку центрального уряду Грузії виступали Національна гвардія, парамілітарні формування й окремі добровольці, з боку абхазького керівництва — збройні формування негрузинського населення автономії та добровольці (з російських республік Північного Кавказу, з бунтівної Чечні, а також російські козаки).
3 вересня 1992 року в Москві в ході зустрічі Бориса Єльцина і Едуарда Шеварднадзе (що займали у той час пости президента РФ і голови Держради Грузії) був підписаний документ, що передбачав припинення вогню, виведення грузинських військ з Абхазії, повернення біженців. Оскільки конфліктуючі сторони не виконали жодного пункту угоди, військові дії тривали й надалі. 

### Підготовка
Уряд Абхазії на чолі з головою Верховної Ради Владиславом Ардзінба перебазувався в Гудаутський район. Введення грузинських військ призвело до масової втечі абхазького й російськомовного населення, зокрема на територію Росії. Тут абхазькі загони отримали підтримку зброєю та численними добровольцями, зокрема з боку Конфедерації гірських народів Кавказу (КГНК), що заявила про готовність чеченців, кабардинців, інгушів, черкесів, адигейців разом з етнічно спорідненими їм абхазами виступити проти грузинів. Створення, підготовка, озброєння і відправка до Абхазії ополченських формувань не могли залишатися непоміченими російською владою, проте російське керівництво воліло не втручатися. Заступником губернатора Краснодарського краю А. І. Травниковим з метою припинення втечі з Абхазії в Краснодарський край і стабілізації обстановки з біженцями був відданий наказ про закриття державного кордону Росії з Абхазією, а добровольцям (що мали досвід бойових дій) і козакам-кубанцям (похідний отаман ККВ А. Прихода) з Придністров'я було забезпечено перекидання до Абхазії.
Рішення про введення до Абхазії частин КГНК було ухвалене на з'їзді в Нальчику. Основу загонів КНК склали кабардинці й адигейці. Міністром оборони Абхазії був призначений кабардинець Солтан Сосналієв — полковник радянської армії, котрий брав участь в афганській війні. Начальником штабу — молодий адигеєць Амін Зехов. Командувачем флотом Абхазії став дагестанець Алі Алієв — офіцер радянського ВМФ. Трохи пізніше до Абхазії стали прибувати й чеченці. Чисельність їхнього загону ніколи не перевищувала 500 чоловік.

### Взяття Гагри
До жовтня 1992 року, отримавши поповнення і велику кількість сучасного озброєння, абхази взялися до наступальних дій. Було відбито місто Гагра, у боях за яке велику роль відігіграв так званий «абхазький батальйон». Узявши Гагру, абхази встановили контроль над стратегічно важливою територією, прилеглою до російського кордону, налагодили лінії постачання з Конфедерацією гірських народів Північного Кавказу, що підтримувала їх, і стали готуватися до наступу на Сухумі. У ході штурму Гагри (у якому, за твердженням грузинської сторони, брали участь російські танки) абхази, як стверджується, отримали в розпорядження близько десяти бойових машин піхоти та бронетранспортерів. Згодом, у відповідь на звинувачення Грузії в тому, що Росія забезпечувала бунтівну автономію зброєю, абхазьке керівництво стверджувало, що в бойових діях використовувалася трофейна зброя.
При цьому в зоні конфлікту, на території, контрольованій абхазькими й грузинськими силами, опинилося кілька частин російських Збройних Сил, що перебували тут ще з радянських часів (авіабаза в Гудауті, військово-сейсмічна лабораторія в Нижніх Ешерах і батальйоні ПДВ у Сухумі). Формально вони зберігали нейтральний статус, займаючись охороною майна Міністерства оборони РФ і забезпеченням безпеки гуманітарних операцій (евакуація мирного населення й відпочиваючих, доставка продуктів у блоковане місто Ткварчелі). Водночас грузинська сторона звинувачувала російських військовослужбовців у виконанні розвідувальних операцій на користь абхазів.

### Позиційна війна
До кінця 1992 року війна набула позиційного характеру, де жодна зі сторін не могла здобути перемогу. 15 грудня 1992 року Грузія та Абхазія підписали декілька документів про припинення військових дій і виведення всіх важких озброєнь і військ з регіону військових дій. Настав період відносного затишшя, але на початку 1993 року військові дії поновилися після абхазького наступу на Сухумі, зайнятого грузинськими військами.
27 липня 1993 року, після тривалих боїв, у Сочі було підписано Угоду про тимчасове припинення вогню, у якому Росія виступала в ролі гаранта.

### «Битва за Сухумі»
Попри підписану угоду абхазька сторона, спираючись головно на найманців з північного Кавказу й російських військовиків, продовжила активні бойові дії.
16–27 вересня 1993 року розгорілася битва, що увійшла до історії конфлікту як «Битва за Сухумі». Абхази порушили перемир'я і відновили наступ. Для посилення свого угруповання грузини спробували перекидати війська в Сухумі на цивільних літаках. Абхази, розгорнувши справжнє полювання на цивільну авіацію, зуміли збити із зенітних установок на катерах декілька літаків, що заходили на посадку в аеропорт Сухумі (20 вересня — Ту-134, 21 вересня — Ту-134, 22 вересня — Ту-154, 23 вересня — Ту-134). Як стверджують учасники бойових дій (з абхазького боку), значну роль зіграло також отримання абхазами від Росії артилерії і мінометів, забезпечення їх необхідними боєприпасами й навчання бойових розрахунків.
27 вересня Сухумі був узятий абхазькими й північнокавказькими загонами, у складі яких бойовий досвід отримали багато майбутніх чеченських лідерів, зокрема Шаміль Басаєв. Евакуацію комбатантів і цивільного населення здійснював російський Чорноморський флот, хоча великі маси біженців намагалися вибратися з Сухумі також на схід, через Кодорську ущелину, і уздовж узбережжя. Існує кілька суперечливих версій щодо того, яким чином вдалося вибратися з обложеного міста самому Едуарду Шеварднадзе, проте й абхази, і грузини сходяться на думці, що він залишив свої війська й мирне населення напризволяще.
Після взяття Сухумі були захоплено в полон і страчено 17 міністрів прогрузинського уряду Абхазії на чолі з Ж. Шартава.
З огляду на порушення угод Росія навіть ввела формальні санкції на торгівлю з Абхазією. Грузинські війська були вимушені повністю покинути Абхазію.

### Підсумок збройного протистояння
Збройний конфлікт 1992‑1993 років, за оприлюдненими даними, забрав життя 4 тис. грузинів (ще 1 тис. зникли безвісти) і 4 тис. абхазів. Втрати економіки автономії становили 10,7 млрд доларів. Близько 250 тисяч грузинів (майже половина населення) були змушені втекти з Абхазії.

## Заморожений конфлікт
14 травня 1994 року в Москві між грузинською й абхазькою сторонами за посередництва Росії було підписано Угоду про припинення вогню і роз'єднання сил. На основі цього документа й подальшого рішення Ради голів держав СНД у зоні конфлікту з червня 1994 року розміщені Колективні сили з підтримки миру СНД, у завдання яких входить підтримка режиму невідновлення вогню.
Колективні миротворчі сили, повністю укомплектовані російськими військовослужбовцями, контролюють 30 кілометрову зону безпеки в зоні грузино-абхазького конфлікту. У зоні конфлікту постійно перебувало близько трьох тисяч миротворців. Мандат терміну дії російських миротворців був визначений у шість місяців, після закінчення цього терміну Рада голів держав СНД мала прийняти рішення про продовження терміну їхнього мандата.
2 квітня 2002 року був підписаний грузинсько-абхазький протокол, згідно з яким патрулювання верхньої частини Кодорської ущелини (територія Абхазької автономії, контрольована Грузією) було доручене російським миротворцям і військовим спостерігачам ООН.

### Верхня Абхазія

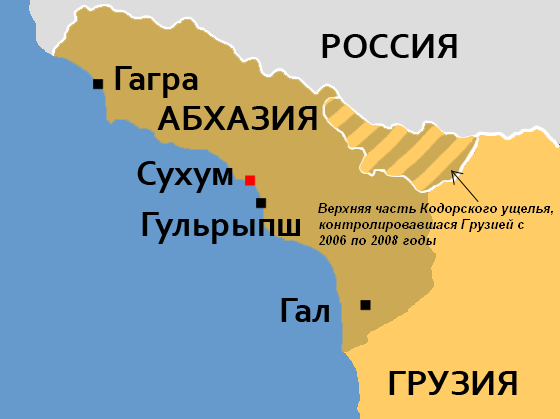
Територія «Верхньої Абхазії» на карті

25 липня 2006 року підрозділи грузинських збройних сил і МВС (до 1,5 тис. чоловік) були введені в Кодорську ущелину для проведення спецоперації проти місцевих озброєних сванських формувань («ополчення», або батальйону «Монадіре») Емзара Квіциані, що відмовився підкорятися наказам міністра оборони Грузії Іраклія Окруашвілі скласти зброю. Квіциані був звинувачений у «зраді батьківщині».
Офіційні переговори між Сухумі та Тбілісі після цього були перервані. Як наголошувала влада Абхазії, переговори між сторонами можуть поновитися тільки в тому випадку, якщо Грузія почне виконувати Резолюцію Ради Безпеки ООН, яка передбачає виведення військ з Кодорі.
27 вересня 2006 року, у день пам'яті та скорботи, указом президента Грузії Михайла Саакашвілі Кодорі був перейменований на Верхню Абхазію. У селі Чхалта на території ущелини був розміщений так званий «законний уряд Абхазії» у вигнанні. За декілька кілометрів від цього села дислокувались абхазькі військові формування, підконтрольні Сухумі. Абхазька влада не визнала «уряд у вигнанні» й виступила категорично проти його присутності в Кодорській ущелині.
18 жовтня 2006 року Народне зібрання Абхазії звернулося до російського керівництва з проханням визнати незалежність республіки й встановити між двома державами асоційовані відносини. Зі свого боку російське керівництво неодноразово заявляло про безумовне визнання територіальної цілісності Грузії, невід'ємною частиною якої є Абхазія.

## Війна 2008 року
10 серпня 2008 Російсько-грузинська війна поширилася й на Абхазію, коли абхазькі сепаратисти в умовах російського вторгнення в Грузію зайнялися військовим вирішенням власних завдань і за підтримки російської авіації розгорнули широкомасштабний наступ на грузинські сили. За словами лідера абхазьких сепаратистів Сергія Багапша, близько 1000 спеціальних загонів розгорнули «військову операцію» з метою витіснення грузинських військ з Кодорської ущелини, яку вони до того контролювали. Унаслідок цієї атаки грузинські війська були змушені залишити свої позиції.
26 серпня 2008 року Росія офіційно визнала Абхазію (а також Південну Осетію) незалежними державами.
У відповідь на визнання Росією Абхазії та Південної Осетії уряд Грузії оголосив, що країна розірвала всі дипломатичні відносини з Росією та вийшла зі Співдружності Незалежних Держав.

## Після війни
Відносини між Грузією та Абхазією після війни залишалися напруженими. Грузія посилила ізоляцію Абхазії, ввівши морську блокаду Абхазії. Під час церемонії відкриття нової будівлі посольства Грузії в Києві (Україна) в листопаді 2009 року президент Грузії Михайло Саакашвілі заявив, що жителі Південної Осетії та Абхазії також можуть користуватися його об'єктами. «Хочу запевнити вас, мої дорогі друзі, що це також ваш дім, і тут ви завжди зможете знайти підтримку та розуміння», — сказав він.
9 липня 2012 року Парламентська асамблея ОБСЄ на своїй щорічній сесії в Монако прийняла резолюцію, яка підкреслила територіальну цілісність Грузії та назвала відокремлені Абхазію та Південну Осетію «окупованими територіями». Резолюція «закликає уряд і парламент Російської Федерації, а також фактичну владу Абхазії, Грузії та Південної Осетії  (Грузія), дозволити Моніторинговій місії Європейського Союзу безперешкодний доступ на окуповані території». Також ідеться про те, що Парламентська асамблея ОБСЄ «занепокоєна гуманітарною ситуацією переміщених осіб як у Грузії, так і на окупованих територіях Абхазії, Грузії та Південної Осетії (Грузія), а також відмовою у праві на повернення на свої місця проживання».